# Grugé-l'Hôpital
Grugé-l'Hôpital är en kommun i departementet Maine-et-Loire i regionen Pays de la Loire i nordvästra Frankrike. Kommunen ligger i kantonen Pouancé som tillhör arrondissementet Segré. År 2018 hade Grugé-l'Hôpital 271 invånare.

## Befolkningsutveckling
Antalet invånare i kommunen Grugé-l'Hôpital
| Referens: INSEE |